# اندیس مس گوهر خیرآباد
مس گوهر خیر آباد یک اندیس فلزی است که در حوالی شهر فنوج استان سیستان و بلوچستان قرار دارد و مادهٔ معدنی موجود در آن، مس است.سنگ میزبان این اندیس فلیش های رسوبی و سنگهای اوالترابازیک است و دیرینگی آن به دوران کرتاسه بالایی می‌رسد. 